# Eudamidas II
Eudamidas II (griego antiguo Εὐδαμίδας) fue rey de Esparta a finales del siglo III a. C..
Era hijo de Arquidamo IV; el nombre de su madre se desconoce. Se casó con su tía Agesistrata, con la cual tuvo dos hijos Agis IV y Arquidamo V No se saba nada de su reinado. No es mencionado por Pausanias en la lista de reyes Euripóntidas., sin duda porque le confunde con su abuelo Eudamidas I. Ni siquiera figura en Moralia xvi y xvii de Plutarco, mientras que en estas selecciones figuran reyes menores como Plistarco o Cleómenes II.
Probablemente murió después del año 263 a. C. Algunos autores estiman que reinó 50 años en total. Otros sitúan su ascensión al trono después de 294 a. C., lo que acorta su reinado.